# Estação São Brás

A Estação São Brás é parte do Metro do Porto. Ela está localizada na Póvoa de Varzim.